# Gandrange
Gandrange é uma comuna francesa na região administrativa do Grande Leste, no departamento de Mosela. Estende-se por uma área de 4.08 km², e possui 2.967 habitantes, segundo o censo de 2018, com uma densidade de 730 hab/km².